# 游行 (电影)
《游行》（波蘭語：Defilada）是波兰导演安德烈·菲迪克（Andrzej Fidyk）于1989年拍摄的纪录片，聚焦朝鲜的个人崇拜现象。影片在1988年拍摄，记录了朝鲜建国40周年时的盛大阅兵式和庆祝活动，以纪念金日成的领导成就。尽管影片带有反极权主义的立场，却仍然得到了朝鲜方面的好评。

## 概述
这部纪录片是在朝鲜建国40周年庆典之际拍摄的，朝鲜当局意图用它来压过当年在韩国首尔举办的1988年夏季奥运会。朝鲜政府邀请了当时被视为友好（共产主义）的国家的电影人参加拍摄，其中包括波兰人民共和国，波兰派出了一支由安德烈·菲迪克领导的团队。该纪录片主要由陈述性内容以及朝鲜报纸和书籍的文字组成。没有作者的评论。菲迪克表示，他和他的团队可能是当时在朝鲜“最守纪律”的外国拍摄团队，因为他们没有通过挖掘深层内容给朝鲜政权带来困扰，而是满足于所提供的拍摄内容和要求。

## 评价
在朝鲜，这部纪录片上映后获得了官方的赞扬，因为它仅包含官方批准的影像和素材。然而，这部纪录片的真正目的在国外广泛地被认为是谴责该极权政权，通过官方影像的震撼对比以及记录民众的刻意行为来传达信息。信息的传达不是通过评论，而是通过影像、剪辑和内容的选择。在遵循官方指南的同时，菲迪克也“向观众眨眼示意”，展示出布景的虚假性。
尽管这部电影批评极权主义，但是它还是通过了波兰人民共和国的审查制度的批准。波兰自1956年10月以来已成为一个相对自由化的社会主义国家，纪录片在波兰获得了良好反响。在波兰教育部的支持下，这部纪录片被纳入了一些波兰教育课程中，主要用于社会教育课程，用于阐明诸如政治宣传、新闻语言和极权主义国家等概念。更令人惊讶的是，在当年的克拉科夫电影节期间，菲迪克还收到了朝鲜的正式感谢，即使这部纪录片因其反极权主义的信息在各种电影节上赢得了赞誉。然而，最终，纪录片的真正信息逐渐也被朝鲜政权所察觉，导致菲迪克在朝鲜被列为不受欢迎的人。

## 奖项
这部纪录片于 1989 年在意大利奖（Prix Italia）中获得了威利·德卢卡（Willy De Luca）纪录片奖。它还在1989年获得了莱比锡国际电影节的大奖、曼海姆国际电影节的金公爵奖、克拉科夫全国短片电影节的银赖孔尼克奖，以及波兰“屏幕”周刊奖的金屏幕奖。
2008 年，菲迪克以另一部关于朝鲜的纪录片《耀德故事》回归了这一主题。